# Jiddas internationella flygplats
Jiddas internationella flygplats (arabiska: مطار جدة الدولي) (IATA: JED, ICAO: OEJN), officiellt King Abdulaziz International Airport (KAIA) (مطار الملك عبدالعزيز الدولي), är en flygplats norr om Jidda i Saudiarabien.
Flygplatsen är den tredje största och mest trafikerade flygplatsen i Saudiarabien och betjänade mer än 41 miljoner passagerare 2018. Uppkallad efter Saudiarabiens grundare, kung Abdulaziz Al Saud, invigdes flygplatsen 1981, betjänar högsta antalet internationella resenärer och är största navet för Saudiarabiens flaggskepp, Saudia. Den har tre operativa passagerarterminaler: Norra terminalen, Hajj-terminalen och den nya terminal 1.
Flygplatsen tillhandahåller faciliteter för att betjäna pilgrimer. Hajj-terminalen byggdes speciellt för muslimer på pilgrimsresa, hajj eller umra, till det närliggande Mecka.

## Översikt
Flygplatsen upptar en yta på 105 kvadratkilometer. Utöver själva flygplatsen har området en kunglig terminal, faciliteter för King Abdullah Air Base för Royal Saudi Air Force och bostäder för flygplatspersonal. Byggnadsarbetet på flygplatsen började 1974 och slutfördes 1980. Slutligen, den 31 maj 1981, öppnade flygplatsen för service efter att ha invigts officiellt i april 1981.

### Terminal 1
År 2019 hade den nya terminal 1 en mjukstart med ett antal inrikesflyg överförda för att trafikera den. Med en golvyta på 810 000 kvadratmeter anses den nya terminalen vara en av de största flygplatsterminalbyggnaderna i sitt slag i världen. Besökare och passagerare kan njuta av ett antal faciliteter inklusive nya lounger, ett 18 000 kvadratmeter centralt trädgårdsområde och ett transportcentrum som länkar mellan byggnaden och parkeringen och tågstationen. Dessutom rymmer terminalen ett stort akvarium 10 meter i diameter och 14 meter högt med en kapacitet på miljoner liter vatten. Dessutom har etablerats en moské med plats för på 3 732 besökare på flygplatsen. I augusti 2019 började flygplatsen flytta ett antal internationella flyg som drivs av Saudia till den nya terminalen, och den 18 november blev Etihad det första icke-saudiarabiska flygbolaget att flytta till den nya anläggningen.

## Flygbolag och destinationer
Följande flygbolag erbjuder året runt och säsongsbetonade reguljär- och charterflyg på Jiddas internationella flygplats: 
| Flygbolag                       | Destinationer |
| ------------------------------- | --- |
| Aegean Airlines                 | Athens |
| Afriqiyah Airways               | Misrata, Tripoli–Mitiga |
| Air Algérie                     | Algiers |
| Air Arabia                      | Alexandria, Assiut, Kairo, Luxor, Ras Al Khaimah, Sharjah, Sohag |
| AirAsia X                       | Säsong: Kuala Lumpur–International |
| Air Astana                      | Almaty |
| airblue                         | Islamabad, Lahore, Multan, Peshawar |
| Air Cairo                       | Alexandria, Assiut, Kairo, Giza, Luxor, Sohag Säsong: Sharm El Sheikh |
| Air China                       | Säsong: Ürümqi |
| Air India                       | Delhi, Hyderabad, Kozhikode, Mumbai |
| Air India Express               | Kannur, Kozhikode |
| Air Senegal                     | Dakar–Diass (börjar 30 januari 2024) |
| Air Sial                        | Islamabad, Lahore |
| AlMasria Universal Airlines     | Kairo |
| AnadoluJet                      | Istanbul–Sabiha Gökçen |
| Azerbaijan Airlines             | Baku |
| Azman Air                       | Säsong: Kano |
| Badr Airlines                   | Khartum (avbruten) |
| Batik Air                       | Makassar, Medan Säsong: Solo |
| Batik Air Malaysia              | Kuala Lumpur–International |
| Biman Bangladesh Airlines       | Chittagong, Dhaka Säsong: Sylhet |
| Centrum Airlines                | Namangan, Tashkent |
| Citilink                        | Jakarta–Soekarno-Hatta, Surabaja Säsong: Medan, Palembang, Solo |
| Cyprus Airways                  | Larnaca |
| Daallo Airlines                 | Garowe, Hargeisa, Mogadishu |
| Egyptair                        | Alexandria, Kairo, Luxor Säsong: Sharm El Sheikh |
| Emirates                        | Dubai–International |
| Eritrean Airlines               | Asmara |
| Ethiopian Airlines              | Addis Abbeba |
| Etihad Airways                  | Abu Dhabi Säsong: Al Ain |
| flyadeal                        | Abha, Amman–Queen Alia, Kairo, Dammam, Gassim, Ha'il, Hofuf, Istanbul, Jizan, Khartum (avbruten), Riyadh, Tabuk |
| flydubai                        | Dubai–International |
| FlyEgypt                        | Alexandria, Assiut, Kairo, Sohag |
| Flynas                          | Abu Dhabi, Adana, Addis Ababa, Algiers, Almaty, Amman–Queen Alia, Ankara, Asmara (börjar 14 januari 2024), Baghdad, Bahrain, Baku, Beirut, Berlin, Bishkek, Bodrum, Brussels, Casablanca, Dammam, Doha, Dubai–International, Erbil, Gassim, Giza, Hatay, Hofuf, Istanbul–Sabiha Gökçen, Jizan, Kano, Karachi, Khartoum (suspended), Kuwait City, Lahore, Marseille, Medina, Mumbai (börjar 15 januari 2024), Najran, Namangan, Osh, Riyadh, Salalah, Sharjah, Sharm El Sheikh, Sohag, Tabuk, Tashkent, Tbilisi, Trabzon, Yanbu Säsong: Batumi, Jakarta–Soekarno-Hatta, Kozhikode, Makassar, Medan, Salzburg, Sarajevo, Surabaya, Tirana, Vienna |
| Garuda Indonesia                | Jakarta–Soekarno-Hatta Säsong: Banda Aceh, Bandung–Kertajati, Banjarmasin, Makassar, Medan, Padang, Palembang, Solo, Surabaya, Yogyakarta–International |
| Gulf Air                        | Bahrain |
| IndiGo                          | Ahmedabad, Delhi, Hyderabad, Kozhikode, Mumbai |
| Iran Air                        | Säsong: Ahvaz, Ardabil, Bandar Abbas, Birjand, Bushehr, Gorgan, Hamadan, Isfahan, Kerman, Mashhad, Qeshm, Rasht, Sari, Shiraz, Tabriz, Teheran–Imam Khomeini, Urmia, Yazd, Zahedan, Zanjan |
| Iraqi Airways                   | Säsong: Bagdad, Basra, Erbil, Najaf, Sulaimaniyah |
| ITA Airways                     | Rome–Fiumicino (börjar 1 augusti 2024) |
| Jazeera Airways                 | Kuwait City |
| Jordan Aviation                 | Amman–Queen Alia |
| Jubba Airways                   | Dubai–International, Galkayo |
| Kam Air                         | Kabul, Kandahar, Mazar-i-Sharif |
| Kuwait Airways                  | Kuwait City |
| Libyan Airlines                 | Bengazi, Tripoli–Mitiga |
| Libyan Wings                    | Säsong: Tripoli–Mitiga |
| Lion Air                        | Säsong: Bandung–Kertajati, Batam, Jakarta–Soekarno-Hatta, Makassar, Padang, Pekanbaru, Semarang, Solo, Surabaya, Yogyakarta–International |
| Malaysia Airlines               | Kuala Lumpur–International Säsong: Alor Setar, Johor Bahru, Kuala Terengganu, Penang |
| Max Air                         | Säsong: Kano |
| Middle East Airlines            | Beirut |
| Nesma Airlines                  | Ha'il |
| Nile Air                        | Alexandria, Assiut, Kairo, Luxor, Sohag |
| Oman Air                        | Muscat |
| Pakistan International Airlines | Islamabad, Karachi, Lahore, Multan, Peshawar, Sialkot |
| Pegasus Airlines                | Istanbul–Sabiha Gökçen, İzmir Säsong: Trabzon |
| Qanot Sharq                     | Fergana, Tashkent |
| Qatar Airways                   | Doa |
| Royal Air Maroc                 | Casablanca Säsong: Marrakesh |
| Royal Brunei Airlines           | Säsong: Bandar Seri Begawan |
| Royal Jordanian                 | Amman–Queen Alia |
| SalamAir                        | Muscat, Sohar |
| Saudia                          | Abha, Abu Dhabi, Addis Abbeba, Al Baha, Alexandria, Algiers, Al Jawf, Al Ula, Al Wajh, Amman–Queen Alia, Amsterdam, Ankara, Arar, Bagdad, Bahrain, Bangalore, Bangkok–Suvarnabhumi, Barcelona, Beijing–Daxing, Beirut, Birmingham, Bisha, Kairo, Casablanca, Dammam, Dar es Salaam, Dawadmi, Delhi, Dhaka, Djibouti, Doha, Dubai–International, Frankfurt, Gassim, Geneva, Guangzhou, Gurayat, Ha'il, Hofuf, Hyderabad, Islamabad, Istanbul, Jakarta–Soekarno-Hatta, Jizan, Johannesburg–O. R. Tambo, Kano, Karachi, Khartoum (suspended), Kochi, Kozhikode, Kuala Lumpur–International, Kuwait City, Lahore, London–Gatwick, London–Heathrow, Los Angeles, Lucknow, Madrid, Malè, Manchester, Manila, Mauritius, Medina, Milan–Malpensa, Multan, Mumbai, Munich, Muscat, Nairobi–Jomo Kenyatta, Najran, Neom Bay, New York–JFK, Paris–Charles de Gaulle, Peshawar, Port Sudan (suspended), Qaisumah, Rafha, Red Sea, Riyadh, Rome–Fiumicino, Seoul–Incheon (ends 31 January 2024), Sharm El Sheik, Sharurah, Singapore, Tabuk, Ta'if, Toronto–Pearson, Tunis, Turaif, Vienna, Wadi al-Dawasir, Washington–Dulles Säsong: Adana, Agadir, Annaba, Athens, Batam, Chennai (resumes 26 December 2023), Constantine, Ghardaïa, İzmir, Makassar, Málaga, Marrakech, Medan, Oran, Salalah, Surabaya, Zurich |
| SCAT Airlines                   | Almaty |
| Scoot                           | Singapore |
| SereneAir                       | Islamabad, Peshawar |
| Somon Air                       | Dushanbe |
| SpiceJet                        | Ahmedabad, Delhi, Hyderabad, Kozhikode, Mumbai |
| SriLankan Airlines              | Colombo–Bandaranaike |
| Sudan Airways                   | Khartum, Port Sudan (both suspended) |
| Syrian Air                      | Säsong: Damaskus |
| Tarco Aviation                  | Khartum (upphört) |
| Thai Airways International      | Bangkok–Suvarnabhumi |
| Tunisair                        | Tunis |
| Turkish Airlines                | Istanbul Säsong: Adana, Ankara, Antalya, Bursa, Denizli, Diyarbakır, Erzurum, Gaziantep, Isparta, İzmir, Kayseri, Konya, Samsun, Sivas, Trabzon, Van |
| Turkmenistan Airlines           | Ashgabat |
| Utair                           | Säsong: Magas |
| Uzbekistan Airways              | Tashkent |
| Vistara                         | Mumbai |
| Wizz Air                        | Bucharest–Otopeni, Budapest, Larnaca, Milan–Malpensa, Rome–Fiumicino, Venice, Vienna |
| Yemenia                         | Aden, Seiyun |